# Pásztori, Győr-Moson-Sopron
Pásztori  este un sat în districtul Csorna, județul Győr-Moson-Sopron, Ungaria, având o populație de 374 de locuitori (2011). 

## Demografie
Componența etnică a satului Pásztori
     Maghiari (100%)
Componența confesională a satului Pásztori
     Romano-catolici (48,93%)
     Fără religie (25,94%)
     Necunoscută (24,33%)
     Luterani (0,8%)
Conform recensământului din 2011, satul Pásztori avea 374 de locuitori. Din punct de vedere etnic, majoritatea locuitorilor (100,0%) erau maghiari. Nu există o religie majoritară, locuitorii fiind romano-catolici (48,93%) și persoane fără religie (25,94%). Pentru 24,33% din locuitori nu este cunoscută apartenența confesională.